# 中国社会科学出版社
中国社会科学出版社（ちゅうごくしゃかいかがくしゅっぱんしゃ）は、中国の出版社である。英文名はChina Social Sciences Press (CSSP)。

## 沿革
- 1978年6月に中国社会科学院の管轄で設立。
- その以降、主に人文社会科学の専門書、資料、教科書、辞典及び同分野の海外著書の中国語訳本を出版。中国社会科学出版社のなかには、6つの編集室と社管センター、事務室、人事処、編集長室（対外合作室）、出版部、発行部、マーケティング企画部、財務部を設置している。従業員は約150名、そのうち編集に従事している従業員は約80名。年間700種類の本を出版している。

## 所在地
- 郵便番号100720、北京西城区鼓楼西大街、甲158号
- 英文住所：West Street,Xicheng District,Beijing Drum Tower,A 158.Zip Code:100720